# Celleporina fistulata
Celleporina fistulata är en mossdjursart som beskrevs av Hayward och Ryland 1995. Celleporina fistulata ingår i släktet Celleporina och familjen Celleporidae. Inga underarter finns listade i Catalogue of Life.